# جاك غرينجر
جاك غرينجر (بالإنجليزية: Jack Grainger)‏ (3 أبريل 1924 في المملكة المتحدة - 10 يناير 1983 في المملكة المتحدة) هو لاعب كرة قدم بريطاني (وحمل سابقاً جنسية المملكة المتحدة لبريطانيا العظمى وأيرلندا) في مركز جناح ‏. لعب مع نادي بيرتن ألبيون ونادي روذرهام يونايتد ولينكولن سيتي أف سي.